# Варненско археологическо дружество
Археологическото дружество във Варна е създадено в началото на 12 декември 1901 г.
Според Дружествената хроника, то е основано под председателството на митрополит Симеон Варненски и Преславски с грижа за запазване на археологическите паметници във Варненски окръг. Като основатели на дружеството се считат:
- Митрополит Симеон Варненски и Преславски;
- П. Станчев - окръжен управител;
- Руси Матеев, градски кмет;
- Д. Габровски, директор на Мъжката гимназия,
- Д. Н. Стоилов, директор на Девическата гимназия, подпредседател на дружеството;
- Н. Дуков, училищен инспектор, съветник на дружеството;
- Христо Ковачевски, държавен архитект;
- Юрдан Данчов, градски инженер и деловодител на дружеството;
- Несторов, градски архитект, съветник на дружеството;
- Карел Шкорпил, гимназиален учител и завеждащ археологическата сбирка;
- Анание Явашов, гимназиален учител и секретар на дружеството;
- Д. Андреев;
- Хр. Генчев;
- М. Арнаудов.

Съхранени са данни, че през 1891 г. дипломатическият агент и генерален консул на Белгия в София Пети дьо Тозе обследва варненския регион за археологически паметници. Идеята за създаване на археологическа музейна сбирка е реализирана няколко години по-късно със създаването на Варненския археологически музей по инициатива на Карел и Херман Шкорпил. Първата му експозиция е открита на 11 юни 1906 г. в сградата на Девическата гимназия, в която музеят се помещава и днес. Негов пръв директор става Карел Шкорпил, който остава на този пост до смъртта си през 1944 г.